# Patric Leitner
Patric Leitner, né le 23 février 1977 à Berchtesgaden, est un ancien lugeur allemand, spécialiste de la luge double avec son compatriote Alexander Resch depuis 1998. Au cours de sa carrière, il a remporté un titre olympique en 2002, huit titres de champion du monde et six fois la Coupe du monde dans les années 2000.